# Torre Europa (Madrid)
Torre Europa è un grattacielo di 30 piani e alto 121 metri situato nel complesso AZCA di Madrid, in Spagna.
Completato nel 1985, è stato progettato da Miguel Oriol e Ybarra e costruito dalla Necso.